# Holasteroida
Holasteroida é uma ordem de ouriços-do-mar da infraclasse Irregularia. A ordem é conhecida do registo fóssil do Cretáceo inferior (Berriasiano) até ao presente.

## Descrição
Or ouriços-do-mar pertencentes a esta ordem são caracterizados por uma simetria bilateral bem marcada, resultado a presença da boca e do ânus em posições oposta da testa, o que cria um eixo antero-posterior claro.
A boca não contém lanterna de Aristóteles e situa-se num dos extremos de uma testa rígida e achatada. O disco apical é de forma alongada, o ânus tendo migrado para a periferia da testa.

## Taxonomia
Descrita por Durham & Melville em 1957, a ordem Holasteroida apenas contém um pequeno número de espécies extantes, tendo atingido a sa máxima diversidade durante o Cretácio, época em que sofreu uma radiação evolutiva importante, com os seus representantes abundantes e largamente repartidos.
| Segundo a classificação utilizada pelo WRMS: - Família Hemipneustidae (Lambert, 1917) † - Género Hemipneustes L. Agassiz, 1835 † - Género Medjesia Jeffery, 1997 † - Género Opisopneustes Gauthier, 1889 † - Género Plesiohemipneustes Smith & Wright, 2003 † - Género Toxopatagus Pomel, 1883 † - Subordem Meridosternata (Lovén, 1883) - Infraordem Cardiasterina † - Família Cardiasteridae Lambert, 1917 † - Família Stegasteridae Lambert, 1917f † - Família Echinocorythidae Wright, 1857 † - Família Holasteridae Pictet, 1857 † - Género Salvaster Saucède, Dudicourt & Courville, 2012 † - Infraordem Urechinina - Família Calymnidae Mortensen, 1907 - Família Carnarechininae Mironov, 1993 - Família Corystusidae Foster & Philip, 1978 - Família Plexechinidae Mooi & David, 1996 - Família Pourtalesiidae A. Agassiz, 1881 - Família Urechinidae Duncan, 1889 - Família Pseudholasteridae (Smith & Jeffery, 2000) † - Género Eoholaster Solovjev, 1989 † - Género Giraliaster Foster & Philip, 1978 † - Género Pseudholaster Pomel, 1883 † - Género Taphraster Pomel, 1883 † - Família Stenonasteridae (Lambert, 1922) † - Género Stenonaster Lambert, 1922 † | Segundo a base do NCBI: - Subordem Urechinina - Família Plexechinidae - Género Plexechinus - Holasteroida (não classificados) - Pourtalesiidae - Género Echinocrepis Segundo a base Biolib: - Stegasterina Lambert, 1917 - Urechinina H. L. Clark, 1946 |

O sistema de classificação utilizado pelo NCBI classifica o agrupamento Holasteroida como uma superordem no seio da subclasse dos Euechinoidea, enquanto o sistema utilizado pelo WRMS coloca o grupo como uma ordem constituinte da superordem Atelostomata da infraclasse Irregularia. O sistema utilizado pelo ITIS não reconhece este taxon.